# ريتشارد ليكي
ريتشارد إرسكين فرير ليكي (بالإنجليزية: Richard Erskine Frere Leakey)‏ (من مواليد 19 ديسمبر 1944) هو عالم أنثروبولوجي كيني، محافظ على البيئة وسياسي. شغل ليكي عددًا من المناصب الرسمية في كينيا، معظمها في مؤسسات علم الآثار والحفاظ على الحياة البرية. وقد شغل منصب مدير المتحف الوطني في كينيا، وأسس منظمة WildlifeDirect غير الحكومية وهو رئيس مجلس إدارة خدمة الحياة البرية في كينيا.

## وصلات خارجية
- ريتشارد ليكي على موقع IMDb (الإنجليزية)
- ريتشارد ليكي على موقع الموسوعة البريطانية (الإنجليزية)
- ريتشارد ليكي على موقع مونزينجر (الألمانية)
- ريتشارد ليكي على موقع إن إن دي بي (الإنجليزية)
- ريتشارد ليكي على موقع ديسكوغز (الإنجليزية)
- ريتشارد ليكي على موقع قاعدة بيانات الفيلم (الإنجليزية)